# Grupo Clima

The Climate Group o Grupo Clima por como se le conoce en español es una organización sin fines de lucro que trabaja con líderes empresariales y gubernamentales de todo el mundo para abordar el cambio climático .  El grupo tiene programas centrados en las energías renovables y la reducción de las emisiones de gases de efecto invernadero . Lanzada en 2004, la organización opera a nivel mundial con oficinas en el Reino Unido (sede), Estados Unidos e India .
Actúa como secretaría de la Under2 Coalition , una alianza de gobiernos estatales y regionales de todo el mundo que están comprometidos a reducir sus emisiones de gases de efecto invernadero a niveles netos cero para 2050.  A partir de 2017, la Under2 Coalition reúne a más de 205 gobiernos de 43 países,  representan 1.300 millones de personas y casi el 40% de la economía mundial.
Las iniciativas comerciales de la organización "RE100", "EP100" y "EV100", que se ejecutan como parte de la coalición We Mean Business, tienen como objetivo aumentar la demanda corporativa de energía renovable, productividad energética y transporte eléctrico, acelerando la transición a cero. economía de emisiones, al tiempo que ayuda a las empresas líderes a reducir las emisiones de carbono, ser más resilientes y aumentar las ganancias.
Otros proyectos pasados y presentes incluyen las pruebas globales de LED "LightSavers" que se llevaron a cabo en ciudades como Nueva York , Hong Kong y Kolkata ;  el proyecto Climate Principles , en virtud del cual las instituciones financieras (incluidas Credit Agricole , HSBC , Standard Chartered , Swiss Re , F&C Asset Management y BNP Paribas ) acuerdan considerar el cambio climático al estructurar sus ofertas de servicios y productos;  la Alianza de Estados y Regiones, diseñado para fomentar las iniciativas de cambio climático de los gobiernos estatales, provinciales y municipales;  y numerosas publicaciones que evalúan y promueven el valor potencial de las tecnologías y políticas bajas en carbono.
Se ha asociado en iniciativas e informes con organizaciones como la Global e-Sustainability Initiative (GeSi), la Asociación Internacional de Comercio de Emisiones (IETA), CDP , la Global Infrastructure Basel Foundation ,  la Academia de Ciencias de Nueva York , la Fundación de las Naciones Unidas , el German Marshall Fund , la Oficina de Tony Blair y el World Business Council on Sustainable Development .
The Climate Group organiza cumbres y eventos internacionales, incluida la Climate Week NYC en la ciudad de Nueva York, un foro global de una semana de duración que promueve la acción climática global, y la Cumbre de Acceso a la Energía de India en Nueva Delhi.

## Historia
The Climate Group fue constituido en 2003 y lanzado en 2004 por el ex director ejecutivo y cofundador Steve Howard  junto con el ex director de operaciones Jim Walker  y la ex directora de comunicaciones Alison Lucas. Se desarrolló a partir de una investigación dirigida por el Rockefeller Brothers Fund y se estableció para alentar a más empresas importantes y gobiernos subnacionales a tomar medidas contra el cambio climático. Para unirse, una empresa o gobierno tenía que firmar los principios de liderazgo de la organización. El ex primer ministro del Reino Unido, Tony Blair, ha apoyado al grupo desde su lanzamiento y ha aparecido en varios de los eventos de la organización.
La red internacional de Estados y Regiones del Climate Group incluyó a varios líderes prominentes de gobiernos subnacionales que han estado o están involucrados en su trabajo de políticas para desarrollar energías renovables y reducir las emisiones de gases de efecto invernadero.  Estos incluyen o han incluido al Primer Ministro escocés Alex Salmond; El primer ministro galés, Carwyn Jones; El Príncipe Alberto de Mónaco; el exgobernador de California, Arnold Schwarzenegger; el ex primer ministro de Manitoba Gary Doer; el ex primer ministro de Quebec Jean Charest; el ex primer ministro de Australia del Sur, Mike Rann, y la presidenta de Poitou Charentes, Segolene Royal. En años sucesivos, Schwarzenegger, Charest y Salmond recibieron el premio de liderazgo climático internacional de The Climate Group de manos del copresidente Mike Rann.  Su red ha incluido a más de 80 de las empresas y gobiernos más grandes del mundo (incluidas, por ejemplo, la ciudad de Nueva York, Miami, Los Ángeles, el estado de California, la mayoría de las provincias canadienses y australianas y la ciudad de Londres).
En 2011, Mark Kenber, anteriormente director ejecutivo adjunto, reemplazó a Steve Howard como director general.  Renunció al cargo en 2016.
En 2017, Helen Clarkson se convirtió en directora ejecutiva.

## Financiamiento
The Climate Group afirma que funciona independientemente de cualquier entidad corporativa y gubernamental. Financia su trabajo con una variedad de fuentes de ingresos. El lanzamiento de la organización en 2004 fue apoyado principalmente por organizaciones filantrópicas como el Rockefeller Brothers Fund, la Fundación DOEN, la Fundación John D y Catherine T MacArthur y la Fundación Esmee Fairbairn. El informe anual 2007-2008 de la organización  indicó que más del 75% de su financiación en ese momento provenía de donaciones filantrópicas, fundaciones y otras organizaciones no gubernamentales , así como de la filantrópica HSBC Climate Partnership, ahora discontinuada.
Hasta hace poco, las empresas y los miembros del gobierno pagaban por ser miembros de The Climate Group, y esa financiación representaba aproximadamente el 20% del presupuesto operativo de la organización. Muchos de sus programas se llevan a cabo en asociación con miembros, cuyo patrocinio es a menudo la principal fuente de ingresos para esos programas individuales. The Climate Group afirma que la estrategia general es impulsada por el personal, a veces en consulta con los miembros, y aprobada por su junta, y que no existe un vínculo entre la membresía y la gobernanza de la organización.

### Asociación climática de HSBC
En 2007, HSBC anunció que The Climate Group, junto con WWF , Earthwatch y el Smithsonian Tropical Research Institute , serían socios de HSBC Climate Partnership , y donaron US $ 100 millones para financiar el trabajo conjunto, la empresa filantrópica corporativa más grande de la historia donación al medio ambiente.  Los resultados de este programa se pueden ver en la Revisión de la Asociación 2010 de HSBC,  y en la película Ciudades Limpias de HSBC. de diciembre de 2010. La película Ciudades Limpias describe específicamente algunos de los logros de The Climate Group habilitados por este programa, incluidos pilotos de LED en Nueva York, financiamiento de tecnologías limpias en Mumbai, campañas de consumidores en Londres y reducción de la huella de carbono de los empleados en Hong Kong.